# St. Josef (Ruszkowo)
Bei der St.-Josef-Kirche in Ruszkowo handelt es sich um ein Bauwerk aus den 1910er Jahren. Bis 1945 war sie Gotteshaus für das evangelische Kirchspiel Rauschken in Ostpreußen. Heute ist sie eine römisch-katholische Pfarrkirche in der polnischen Woiwodschaft Ermland-Masuren.

## Geographische Lage
Ruszkowo liegt im Südwesten der Woiwodschaft Ermland-Masuren nordwestlich der Kreisstadt Działdowo (Soldau i. Ostpr.) an einer von Uzdowo (Usdau) in den Ort führenden Nebenstraße. Die Kirche steht in der Ortsmitte an der Ostseite der Hauptstraße.

## Kirchengebäude
In Rauschken  (vor 1547 Rausl) stand bis in das 20. Jahrhundert hinein eine mittelalterliche Holzkirche. Zwischen 1910 und 1913 errichtete man hier an ihrer Stelle einen massiven Bau, der am 13. November 1913 eingeweiht wurde. Der Turm steht seitlich anschließend und ist von dem älteren Gebäude erhalten geblieben.
Im überwölbten Innenraum befindet sich auf der Nordseite eine Empore, Altar und Kanzel stammen aus den Jahren um 1670 und wurden im Neubau wieder aufgestellt. Aus der zweiten Hälfte des 17. Jahrhunderts stammt eine Messing-Taufschale.
Nach dem Zweiten Weltkrieg mutierte die Kirche von einem evangelischen zu einem römisch-katholischen Gotteshaus, was bauliche Veränderungen im Innenraum zur Folge hatte. Die Kirche ist seither dem Hl. Josef gewidmet.

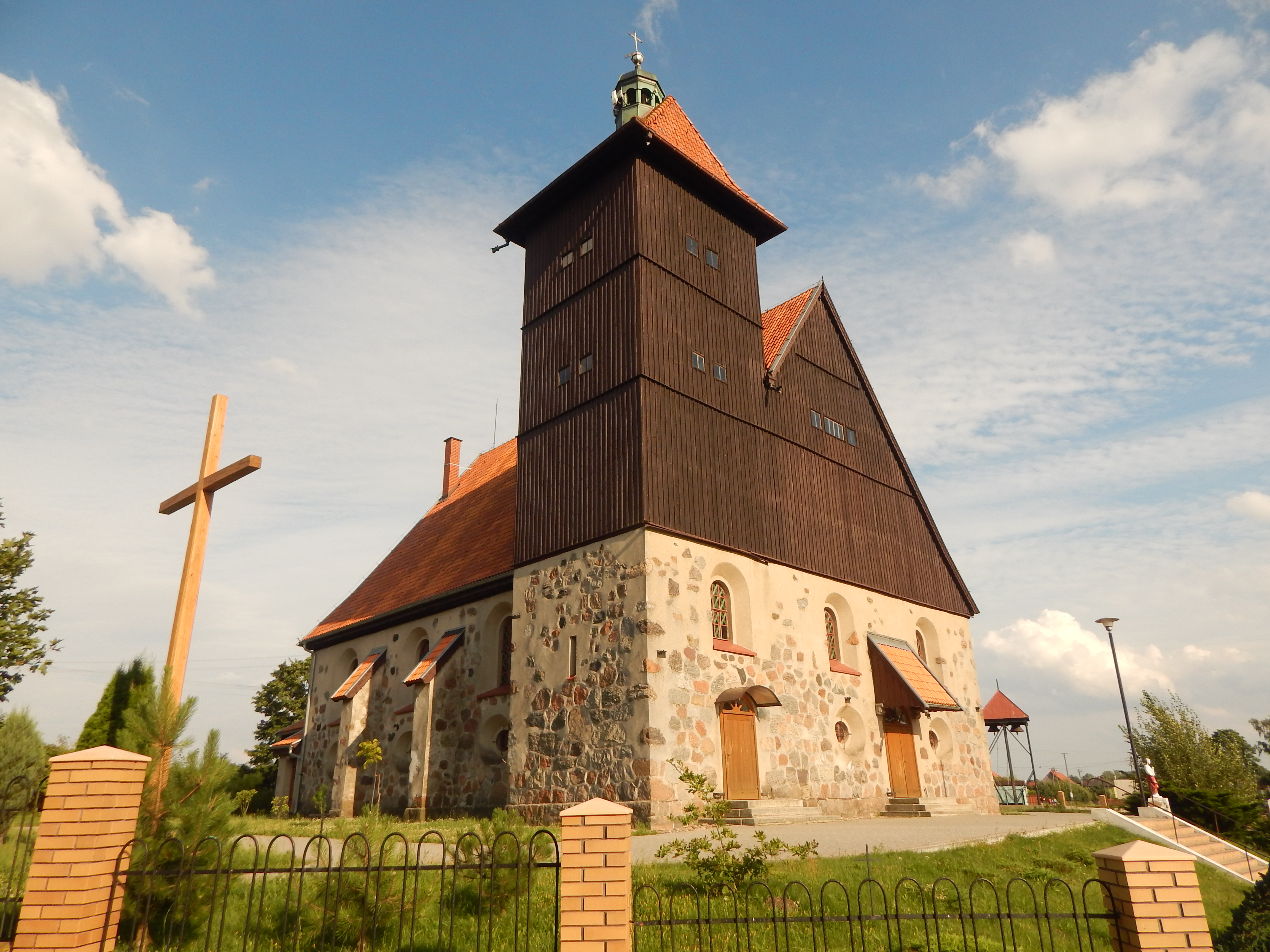
Kirche Ruszkowo/Rauschken (2017)

## Kirchengemeinde
In Rauschken gab es bereits in vorreformatorischer Zeit eine Kirche. Mit der Reformation nahm sie die lutherische Konfession an.

### Evangelisch

#### Kirchengeschichte
In dem alten Kirchdorf Rauschken waren seit Mitte des 16. Jahrhunderts evangelische Geistliche tätig, deren Namen ab 1615 bekannt sind. Über 400 Jahre war die Kirche ein evangelisches Gotteshaus für ein zehn Orte und Wohnplätze umfassendes Kirchspiel. Das Kirchenpatronat übten dereinst die Gutsbesitzer von Rauschken und Frödau (polnisch Sławkowo) aus, später der preußische Domänenfiskus.
Bis 1945 war die Kirche Rauschken in den Superintendenturbezirk Hohenstein (polnisch Olsztynek) des Kirchenkreises Osterode (Ostpreußen) (Ostróda) einbezogen, der zur Kirchenprovinz Ostpreußen der Kirche der Altpreußischen Union gehörte.
Aufgrund von Flucht und Vertreibung der einheimischen Bevölkerung in Kriegsfolge hörte die evangelische Kirchengemeinde in dem dann Ruszkowo genannten Dorf auf zu bestehen. Heute hier lebende evangelische Einwohner gehören nun zur Pfarrei Działdowo (Soldau) in der Diözese Masuren der Evangelisch-Augsburgischen Kirche in Polen.

#### Kirchspielorte
Zum evangelischen Kirchspiel Rauschken gehörten bis 1945 zehn Orte bzw. Wohnplätze.
| Deutscher Name             | Polnischer Name   |  | Deutscher Name | Polnischer Name |
| -------------------------- | ----------------- |  | -------------- | --------------- |
| Annenhof                   | Góry Uzdowskie    |  | Klein Grieben  | Grzybiny Małe   |
| Bergling                   | Brzeźno Mazurskie |  | Lindenau       | Lipówka         |
| * Frödau                   | Sławkowo          |  | * Moschnitz    | Mosznica        |
| * Ganshorn (b. Gilgenburg) | Gąsiorowo         |  | Rauschken      | Ruszkowo        |
| * (Groß) Grieben           | Grzybiny          |  | Wilhelmshof    | Wilamowo        |

#### Pfarrer
Bis 1945 amtierten an der Kirche Rauschken als evangelische Geistliche:
- Martin Helm, 1615–1620
- Martin Davids
- Jacob Wreda, bis 1708
- Johann Randzion, 1709–1720
- Raphael Jonathan Scubowius, 1720–1727
- Daniel Gotthard Plehwe, 1727–1732
- Ephraim Kraffert, 1732–1738
- Johann Weitz, 1740–1742
- Paul Reuß, 1742–1765
- Wilhelm Ludwig Schulbach, 1766–1783
- Johann Golumbus, 1784–1795
- Paul Böttcher, 1796–1829
- Alexander Friedrich Fr. Elgnowski, 1839–1852
- Carl Friedrich August Wilimzig, 1852–1864
- Adolf Eduard Rudloff, 1864–1879
- Gustav Adolf Henke, 1883–1885
- Albert August Maurach, 1885–1890
- Julius Adolf G. von Popowski, 1890
- Emil Hugo Louis Siedel, 1890–1893
- Johann Heinrich F. Engelbrecht, 1893–1908
- Adolf Gryczewski, 1908–1929
- Joachim Lange, 1930–1934
- Hermann Freutel, 1938–1945

### Römisch-katholisch
Vor 1945 waren die römisch-katholischen Einwohner von Rauschken und Umgebung in die Kirche Gilgenburg (polnisch Dąbrówno) eingepfarrt. Nach dem Zweiten Weltkrieg reklamierten die zahlreichen Neusiedler das bisher evangelische Gotteshaus für sich. Die Römisch-katholische Kirche in Polen errichtete in Ruszkowo am 1. März 1976 eine Pfarrei, die zum Dekanat Grunwald (Grünfelde) im Erzbistum Ermland gehört. Ihr sind die Filialkirchen in Grzybiny ((Groß) Grieben) und Gąsiorowo (Ganshorn b. Gilgenburg) zugeordnet.